# A-League
A-League je nejvyšší australská fotbalová soutěž. Pořádá ji Australská fotbalová asociace (FFA). Jejími sponzory jsou Hyundai Motor Company a Qantas. Oficiálně je známa jako Hyundai A-League. Liga je složena z devíti australských týmů a jednoho týmu z Nového Zélandu. Související ligy jsou National Youth League a ženská W-League.

## Herní systém

### Předsezónní turnaj
Před ligovým ročníkem 2009-2010, se tento turnaj konal v srpnu, jako předchůdce základní části. V turnaji byly umístěny týmy do dvou skupin. Každý tým hrál s ostatními ve skupině jednou, celkem tedy 3 zápasy. 
Na začátku roku 2006 bylo přidáno další kolo, každý tým hrál křížový zápas s týmem z jiné skupiny. Ke tradičnímu připisování bodů (3 body za vítězství a 1 bod za remízu) byly přidány speciální body, které tým obdržel v případě:
- 1 bonusový bod za 2 vstřelené branky
- 2 bonusové body za 3 vstřelené branky
- 3 bonusové body za 4 a více vstřelených branek
- 4 bonusové body za 5 vstřelených branek hráčem

Tento systém byl upraven pro turnaj v roce 2007. Bonusové kolo bylo zrušeno a bonusové body byly připisovány v již prvních třech zápasech.
Všech osm týmů zahájilo vyřazovací kolo, které bylo jako finále ke konci srpna.
Předsezónní turnaj byl zrušen v ročníku 2009-2010. Vedení A-League to zdůvodnilo tím, že chce umožnit klubům, aby mohly zvolit svou vlastní přípravu na nadcházející sezónu.

### Základní část
Soutěž se odehrává převážně během australského léta, od začátku října do února následujícího roku. Skládá se z 27 zápasů, každý tým hraje s každým týmem třikrát – dvakrát doma a jednou venku. Týmům přidělené dva domácí zápasy proti danému soupeři v jedné sezóně, se v následující sezóně jeden domácí zápas odebere. Vítěz ligy je korunován jako šampión A-League, následně se účastní Asijské ligy mistrů. Po dokončení základní části sezóny jsou týmy seřazeny, prvních šest týmů postoupí do playoff. Umístění každého družstva je stanoveno podle nejvyššího počtu získaných bodů za základní část. Pokud dva nebo více týmů, mají stejný počet bodů, rozhodují o jejich umístění tato kritéria:
1. Nejvyšší brankový rozdíl.
2. Nejvyšší počet vstřelených gólů.
3. Nejvyšší počet bodů získaných v zápasech mezi zúčastněnými týmy.
4. Nejvyšší brankový rozdíl v zápasech mezi zúčastněnými týmy.
5. Nejvyšší počet vstřelených gólů v zápasech mezi zúčastněnými týmy.
6. Nejnižší počet obdržených červených karet.
7. Nejnižší počet obdržených žlutých karet.
8. Hození mincí.

### Vyřazovací část
Prvních šest týmů na konci sezóny postupuje do playoff. Týmy na 1.–2. místě hrají proti sobě dva zápasy – doma a venku (postupuje vždy mužstvo s lepším součtem skóre z obou zápasů (při rovnosti rozhoduje vyšší počet branek vstřelených na hřišti soupeře, při rovnosti obou skóre se pak prodlužuje a případně rozhodují pokutové kopy), vítěz postupuje přímo do finále.
V osmé sezóně převzala A-League nový vyřazovací systém, finálová část se šesti týmy, které hrají více než třítýdenní sérii do rozhodujícího gólu. Výsledkem bylo, že se play-off zkrátilo z původních čtyřech týdnů na tři týdny a dva nejlepší týmy nedostanou dvojitou šanci. Místo toho odehrají úvodní týden play-off a stačí jim jedno vítězství aby se dostali do finále.
| Vyřazovací část | Vyřazovací část |  |  | Semifinále               | Semifinále |  |                    | Finále | Finále |
|                 |                 |  |  |                          |            |  |                    |        |        |
|                 |                 |  |  | Tým z 1. místa           |            |  |                    |        |        |
| Tým ze 3. místa |                 |  |  | Vítěz vyřazovací části 1 |            |  |                    |        |        |
| Tým z 6. místa  |                 |  |  |                          |            |  | Vítěz semifinále 1 |        |        |
|                 |                 |  |  |                          |            |  | Vítěz semifinále 2 |        |        |
|                 |                 |  |  | Tým ze 2. místa          |            |  |                    |        |        |
| Tým ze 4. místa |                 |  |  | Vítěz vyřazovací části 2 |            |  |                    |        |        |
| Tým z 5. místa  |                 |  |  |                          |            |  |                    |        |        |

### FFA Cup
FFA Cup bude vyřazovací pohár, který bude spuštěn v průběhu ligového ročníku 2012/13, hraný během týdne, finále se bude konat na Den Austrálie. Určen pro všechny fotbalové kluby, menší týmy, ale musí přežít úvodní předkola, než se smíchají s kluby z nejvyšší soutěže. Vítěz tohoto poháru, zřejmě získá kvalifikaci pro Asijskou ligu mistrů. Cílem toho projektu je spojit fotbalové fanoušky v komunitě a zvýšit celkový zájem o A-League.

## Prezentace
A-League logo, navržené podle designu pobřeží Sydney, je tří-dimenzionální koule. Dvě tónované okrové barvy představují Slunce, Země a pouště, zatímco "záře" vycházející ze středu loga představuje hrací sezónu jaro a léto jako časové období. Osm "A" postav, které tvoří tvar koule představují zakládající kluby. Oficiální logo soutěže naleznete na stránkách anglické wikipedie, odkaz zde v referencích.
Na začátku inauguračního období, byly 3 miliony dolarů určeny pro reklamní kampaň, televizní a filmové reklamy vyrobené produkční společnosti Ridleyho Scotta. Tématem kampaně bylo: "Fotbal, ale ne jak ty ho znáš."
Nová televizní reklama byla vytvořena pro zahájení sezóny 2007-08, který debutoval na programu Foxtel. Reklama byla natočena na Bob Jane Stadium v Melbourne. Téma současné kampaně je "90 minut, 90 emocí". Tato propagační kampaň pokračovala do sezóny 2008-09, spolu se skladbou "Moji lidé" od The Presets.
A-League vystupovala ve hře FIFA od EA SPORTS od roku 2008, stejně jako série Football Manager od SI Games a Championship Manager od Beautiful Game Studios. V roce 2008, 2009 a 2010 Fox reality show, Football Superstar, nabídl jako cenu za smlouvu s A-League týmy. Kluby, které se podepsaly jsou zatím Sydney FC, Melbourne Victory a Brisbane Roar.

## Současné kluby
Celkem devět klubů z Austrálie a jeden z Nového Zélandu hraje A-League.[kdy?] Pouze čtyři z těchto klubů – Adelaide United, Brisbane Roar, Newcastle Jets a Perth Glory, existovaly před vytvořením ligy. Na rozdíl od většiny evropských lig, neexistuje žádný systém pro zařazení týmů, ani národní vyřazovací pohár podobné anglické soutěži FA Cup. A-League má průběh soutěže podobný s většinou ostatních profesionálních lig v Austrálii, Major League Soccer a dalších amerických soutěží.
Wellington Phoenix nahradil New Zealand Knights na začátku ligového ročníku 2007/08.
Dne 1. března 2011 FFA oficiálně oznámil, že licence pro tým North Queensland Fury byla zrušena z finančních důvodů.
Dne 29. února 2012, druhý queenslandský klub, Gold Coast United, ztratil rovněž licenci.
Toto rozhodnutí bylo v dubnu 2014 potvrzeno vyhlášením nového klubu Western Sydney Wanderers, který převzal licenci a zúčastnil se i dalšího ligového ročníku 2012/13.
| Tým                      | Město           | Stadion                    | Založen | Připojen | Hlavní trenér    | Kapitán           |
| ------------------------ | --------------- | -------------------------- | ------- | -------- | ---------------- | ----------------- |
| Adelaide United          | Adelaide, SA    | Hindmarsh Stadium          | 2003    | 2005     | John Kosmina     | Eugene Galeković  |
| Brisbane Roar            | Brisbane, QLD   | Suncorp Stadium            | 1957    | 2005     | Rado Vidošić     | Matt Smith        |
| Central Coast Mariners   | Gosford, NSW    | Bluetongue Stadium         | 2004    | 2005     | Graham Arnold    | Alex Wilkinson    |
| Melbourne Heart          | Melbourne, VIC  | AAMI Park                  | 2008    | 2010     | John Aloisi      | Fred              |
| Melbourne Victory        | Melbourne, VIC  | AAMI Park & Etihad Stadium | 2004    | 2005     | Ange Postecoglou | Adrian Leijer     |
| Newcastle Jets           | Newcastle, NSW  | Ausgrid Stadium            | 2000    | 2005     | Gary van Egmond  | Jobe Wheelhouse   |
| Perth Glory              | Perth, WA       | NIB Stadium                | 1995    | 2005     | Ian Ferguson     | Jacob Burns       |
| Sydney FC                | Sydney, NSW     | Sydney Football Stadium    | 2004    | 2005     | Ian Crook        | Terry McFlynn     |
| Wellington Phoenix       | Wellington, NZL | Westpac Stadium            | 2007    | 2007     | Ricki Herbert    | Andrew Durante    |
| Western Sydney Wanderers | Sydney, NSW     | Parramatta Stadium         | 2012    | 2012     | Tony Popovic     | Michael Beauchamp |

| Tým                   | Město           | Stadion               | Založen | Připojen | Odpojen | Poslední trenér  | Poslední kapitán |
| --------------------- | --------------- | --------------------- | ------- | -------- | ------- | ---------------- | ---------------- |
| Gold Coast United     | Gold Coast, QLD | Skilled Park          | 2008    | 2009     | 2012    | Mike Mulvey      | Michael Thwaite  |
| New Zealand Knights   | Auckland, NZL   | North Harbour Stadium | 1998    | 2005     | 2007    | Ricki Herbert    | Darren Bazeley   |
| North Queensland Fury | Townsville, QLD | Dairy Farmers Stadium | 2008    | 2009     | 2011    | František Straka | Ufuk Talay       |

## Stadiony
Současné stadiony v A-League
| Melbourne Victory                 | Brisbane Roar            | Sydney FC        | Wellington Phoenix     | Newcastle Jets    |
| --------------------------------- | ------------------------ | ---------------- | ---------------------- | ----------------- |
| Etihad Stadium                    | Suncorp Stadium          | Allianz Stadium  | Westpac Stadium        | Hunter Stadium    |
| Kapacita: 56 347                  | Kapacita: 52 500         | Kapacita: 45 500 | Kapacita: 36 000       | Kapacita: 33 000  |
| Stadion Docklands                 | Stadion Suncorp          | Allianz Stadium  | Westpac Stadium        | Hunter Stadium    |
| Melbourne Heart Melbourne Victory | Western Sydney Wanderers | Perth Glory      | Central Coast Mariners | Adelaide United   |
| AAMI Park                         | Parramatta Stadium       | nib Stadium      | Bluetongue Stadium     | Hindmarsh Stadium |
| Kapacita: 30 050                  | Kapacita: 21 487         | Kapacita: 20 500 | Kapacita: 20 119       | Kapacita: 17 000  |
| AAMI Park                         | Parramatta Stadium       | nib Stadium      | Bluetongue Stadium     | Hindmarsh Stadium |

## Mistři a vítězové
Klub, který získá nejvíce bodů během základní části, obdrží titul vítězů základní části tzv. Premiers. Tým, který zvítězí ve finále tzv. Grand Final, obdrží titul mistrů celé A-League.
| Sezóna  | Předsezónní turnaj     | Základní část          | Základní část | Základní část          | Finále            | Finále                          | Finále                 |
| Sezóna  | Předsezónní turnaj     | Vítěz                  | Body          | Finalista              | Mistr             | Výsledek                        | Finalista              |
| ------- | ---------------------- | ---------------------- | ------------- | ---------------------- | ----------------- | ------------------------------- | ---------------------- |
| 2005–06 | Central Coast Mariners | Adelaide United        | 43–36         | Sydney FC              | Sydney FC         | 1–0                             | Central Coast Mariners |
| 2006–07 | Adelaide United        | Melbourne Victory      | 45–33         | Adelaide United        | Melbourne Victory | 6–0                             | Adelaide United        |
| 2007–08 | Adelaide United        | Central Coast Mariners | 34–34         | Newcastle Jets         | Newcastle Jets    | 1–0                             | Central Coast Mariners |
| 2008–09 | Melbourne Victory      | Melbourne Victory      | 38–38         | Adelaide United        | Melbourne Victory | 1–0                             | Adelaide United        |
| 2009–10 | Nebyl odehrán          | Sydney FC              | 48–47         | Melbourne Victory      | Sydney FC         | 1–1 (prodloužení) 4–2 (penalty) | Melbourne Victory      |
| 2010–11 | Nebyl odehrán          | Brisbane Roar          | 65–57         | Central Coast Mariners | Brisbane Roar     | 2–2 (prodloužení) 4–2 (penalty) | Central Coast Mariners |
| 2011–12 | Nebyl odehrán          | Central Coast Mariners | 51–49         | Brisbane Roar          | Brisbane Roar     | 2–1                             | Perth Glory            |

Žádný tým doposud neobhájil titul mistra.

### Vítězové základní části
| Tituly | Tým                    | Roky       |
| ------ | ---------------------- | ---------- |
| 2      | Central Coast Mariners | 2008, 2012 |
| 2      | Melbourne Victory      | 2007, 2009 |
| 1      | Adelaide United        | 2006       |
| 1      | Brisbane Roar          | 2011       |
| 1      | Sydney FC              | 2010       |

### Mistři A-League
| Tituly | Tým               | Roky       |
| ------ | ----------------- | ---------- |
| 2      | Brisbane Roar     | 2011, 2012 |
| 2      | Melbourne Victory | 2007, 2009 |
| 2      | Sydney FC         | 2006, 2010 |
| 1      | Newcastle Jets    | 2008       |

## Ocenění

### Medaile Johnnyho Warrena
Toto ocenění bylo pojmenováno podle bývalého hráče a funkcionáře Johnnyho Warrena, je uděleno nejlepšímu hráči ligy po sezóně podle hlasování ostatních hráčů. Každý hráč v A-League hlasuje celkem třikrát během sezóny: po 7 kole, ve 14 a 21 kole. Hráči nemohou hlasovat pro hráče ze svého vlastního týmu.
| Rok     | Hráč              | Tým                |
| ------- | ----------------- | ------------------ |
| 2005–06 | Bobby Despotovski | Perth Glory        |
| 2006–07 | Nick Carle        | Newcastle Jets     |
| 2007–08 | Joel Griffiths    | Newcastle Jets     |
| 2008–09 | Shane Smeltz      | Wellington Phoenix |
| 2009–10 | Carlos Hernández  | Melbourne Victory  |
| 2010–11 | Marcos Flores     | Adelaide United    |
| 2011–12 | Thomas Broich     | Brisbane Roar      |

### Medaile Joea Marstona
Je udělována nejlepšímu hráči Grand Final. Je pojmenována podle Joea Marstona, bývalého funkcionáře.
| Rok  | Hráč            | Tým                    |
| ---- | --------------- | ---------------------- |
| 2006 | Dwight Yorke    | Sydney FC              |
| 2007 | Archie Thompson | Melbourne Victory      |
| 2008 | Andrew Durante  | Newcastle Jets         |
| 2009 | Tom Pondeljak   | Melbourne Victory      |
| 2010 | Simon Colosimo  | Sydney FC              |
| 2011 | Mathew Ryan     | Central Coast Mariners |
| 2012 | Jacob Burns     | Perth Glory            |

### Talent roku NAB
Toto ocenění je uděleno hráči mladšímu 20 let, je posuzováno experty, kteří hráče sledují v průběhu sezóny.
| Rok     | Hráč           | Tým                    |
| ------- | -------------- | ---------------------- |
| 2005–06 | Nick Ward      | Perth Glory            |
| 2006–07 | Adrian Leijer  | Melbourne Victory      |
| 2007–08 | Bruce Djite    | Adelaide United        |
| 2008–09 | Scott Jamieson | Adelaide United        |
| 2009–10 | Tommy Oar      | Brisbane Roar          |
| 2010–11 | Mathew Ryan    | Central Coast Mariners |
| 2011–12 | Mathew Ryan    | Central Coast Mariners |

### Zlatá kopačka Nike
Ocenění je uděleno hráči, který nastřílí nejvíce gólů v základní části.
| Rok     | Hráč(i)                                                       | Tým                                                         | Góly |
| ------- | ------------------------------------------------------------- | ----------------------------------------------------------- | ---- |
| 2005–06 | Alex Brosque Bobby Despotovski Stewart Petrie Archie Thompson | Queensland Roar Perth Glory Central Coast Melbourne Victory | 8    |
| 2006–07 | Daniel Allsopp                                                | Melbourne Victory                                           | 11   |
| 2007–08 | Joel Griffiths                                                | Newcastle Jets                                              | 12   |
| 2008–09 | Shane Smeltz                                                  | Wellington Phoenix                                          | 12   |
| 2009–10 | Shane Smeltz                                                  | Gold Coast                                                  | 19   |
| 2010–11 | Sergio van Dijk                                               | Adelaide United                                             | 16   |
| 2011–12 | Besart Berisha                                                | Brisbane Roar                                               | 19   |

### Brankář roku
| Rok     | Hráč               | Tým                    |
| ------- | ------------------ | ---------------------- |
| 2005–06 | Clint Bolton       | Sydney FC              |
| 2006–07 | Michael Theoklitos | Melbourne Victory      |
| 2007–08 | Michael Theoklitos | Melbourne Victory      |
| 2008–09 | Eugene Galeković   | Adelaide United        |
| 2009–10 | Eugene Galeković   | Adelaide United        |
| 2010–11 | Michael Theoklitos | Brisbane Roar          |
| 2011–12 | Mathew Ryan        | Central Coast Mariners |

### Trenér roku
| Rok     | Jméno            | Tým               |
| ------- | ---------------- | ----------------- |
| 2005–06 | Lawrie McKinna   | Central Coast     |
| 2006–07 | Ernie Merrick    | Melbourne Victory |
| 2007–08 | Gary van Egmond  | Newcastle Jets    |
| 2008–09 | Aurelio Vidmar   | Adelaide United   |
| 2009–10 | Ernie Merrick    | Melbourne Victory |
| 2010–11 | Ange Postecoglou | Brisbane Roar     |
| 2011–12 | Graham Arnold    | Central Coast     |

### Cena fair play
Je udělena týmu, který obdrží nejméně "trestných bodů" za celou sezónu. Hodnocení (žlutá karta = 1 bod, červená karta = 3 body, 2 žlutá karta ⇒ červená karta = 2 body).
| Rok     | Tým            |
| ------- | -------------- |
| 2005–06 | Perth Glory    |
| 2006–07 | Perth Glory    |
| 2007–08 | Newcastle Jets |
| 2008–09 | Brisbane Roar  |
| 2009–10 | Sydney FC      |
| 2010–11 | Brisbane Roar  |
| 2011–12 | Brisbane Roar  |

### Rozhodčí roku
| Rok     | Rozhodčí         |
| ------- | ---------------- |
| 2005–06 | Mark Shield      |
| 2006–07 | Mark Shield      |
| 2007–08 | Mark Shield      |
| 2008–09 | Matthew Breeze   |
| 2009–10 | Strebre Delovski |
| 2010–11 | Matthew Breeze   |
| 2011–12 | Jarred Gillett   |

### Zahraniční hráč roku
| Rok     | Hráč(i)          | Tým               |
| ------- | ---------------- | ----------------- |
| 2008–09 | Charlie Miller   | Brisbane Roar     |
| 2009–10 | Carlos Hernández | Melbourne Victory |
| 2010–11 | Marcos Flores    | Adelaide United   |
| 2011–12 | Thomas Broich    | Brisbane Roar     |

### Nejlepší gól roku
| Rok     | Hráč             | Tým               |
| ------- | ---------------- | ----------------- |
| 2009–10 | Carlos Hernández | Melbourne Victory |
| 2010–11 | Erik Paartalu    | Brisbane Roar     |
| 2011–12 | Carlos Hernández | Melbourne Victory |